# Karen Nun-Ira
Karen Nun-Ira –en japonés, ヌンイラ 華蓮, Nun-Ira Karen– (Funabashi, 23 de mayo de 1991) es una deportista japonesa que compite en judo. Ganó una medalla de plata en el Campeonato Mundial de Judo de 2014, y dos medallas de bronce en el Campeonato Asiático de Judo en los años 2013 y 2015.

## Palmarés internacional
| Campeonato Mundial  | Campeonato Mundial  | Campeonato Mundial | Campeonato Mundial |
| Año                 | Lugar               | Medalla            | Categoría          |
| ------------------- | ------------------- | ------------------ | ------------------ |
| 2014                | Cheliábinsk (Rusia) | Medalla de plata   | –70 kg             |
| Campeonato Asiático |                     |                    |                    |
| Año                 | Lugar               | Medalla            | Categoría          |
| 2013                | Bangkok (Tailandia) | Medalla de bronce  | –70 kg             |
| 2015                | Kuwait (Kuwait)     | Medalla de bronce  | –70 kg             |